# Magnirostris
Genre
Espèce
Magnirostris (du latin magnus : « grand » et rostis : « bec »), est le nom donné à un genre éteint de dinosaures ayant vécu à la fin du Campanien au Crétacé supérieur. C'était un cératopsien qui vivait en Mongolie Intérieure en Chine. Il se distingue des autres protocératopsidés par son grand bec (d'où son nom) et l'ébauche de cornillons sus-orbitaires.

## Découverte et espèces
Magnirostris dodsoni a été décrit par You et Dong Zhiming en 2003, à partir d'un crâne presque complet trouvé dans la formation géologique de Bayan Mandahu en Mongolie Intérieure par un groupe sino-canadien. Il a été nommé d'après Peter Dodson, un paléontologue.
Il s'agit peut-être seulement d'une variante de Bagaceratops et les cornillons naissants ne sont peut être qu'un artefact de conservation.